# حزب کمونیست مراکش
حزب کمونیست مراکش (عربی: الحزب الشيوعي المغربي) (فرانسوی: Parti Communiste Marocain‎) یک حزب سیاسی در مراکش بود. این حزب در نوامبر ۱۹۴۳ بر اساس تک‌گروه‌های کمونیست که از دهه ۱۹۲۰ در مراکش بودند بنیان‌گذاری شد. بنیان‌گذار این حزب لئون سلطان بود. پس از مرگ وی، علی یعتا رهبری حزب را بر عهده گرفت.